# Professional Chess Association
A Associação Profissional de Xadrez (PCA), que existiu entre 1993 e 1996, foi uma organização rival à FIDE, a organização internacional de xadrez.

## Formação
Em 1993, Nigel Short venceu o Torneio de Candidatos e estava então qualificado como concorrente a Garry Kasparov para o Campeonato Mundial do Xadrez.
Pelo regulamento da FIDE, as propostas para a sede da final do Campeonato Mundial deveriam ser decidida pelas três partes - a FIDE, o Campeão mundial (Kasparov) e o desafiante (Short). De acordo com Kasparov e Short, o presidente da FIDE Florencio Campomanes quebrou as regras ao simplesmente anunciar o recito do lance vencedor como sendo Manchester.
Em resposta a isso, Kasparov e Short formaram a PCA, e nomeiam Bob Rice como Comissário. Eles participaram do campeonato mundial sob essa égide em Outubro de 1993. A partida teve lugar no Savoy Theatre, em Londres, sob o patrocínio do The Times. Kasparov ganhou claramente de 12.5-7.5 e tornou-se o campeão mundial de xadrez da PCA.
A FIDE retirou o titúlo de Campeão mundial de Xadrez FIDE de Kasparov, e uma vez realizada uma partida entre os rivais Anatoly Karpov e Jan Timman, os dois jogadores derrotados por Short nas últimas fases do Torneio de Candidatos. Karpov ganhou o jogo, e se tornou o novo campeão mundial da FIDE. Pela primeira vez na história do xadrez havia dois campeões mundiais, o campeão mundial FIDE, Karpov, e o campeão mundial da PCA, Kasparov.

## Ciclo de 1995
De 1993 a 1995, a PCA realizou um torneio interno, com candidatos e jogos no estilo das eliminatórias do Campeonato Mundial FIDE. A FIDE também tinha o seu próprio ciclo de eliminatórias, com muitos jogadores jogando em ambos. O ciclo da PCA foi ganho pelo indiano GM Viswanathan Anand.
Kasparov defendeu seu título de Campeão Mundial PCA contra Anand no World Trade Center, em uma partida inicial em 11 de setembro de 1995. Kasparov venceu no 20 jogo por 10.5 - 7.5.

## Desmantelamento
A PCA perdeu seu principal patrocinador, a Intel, em 1996, e quebrou logo depois. Esta deixou Kasparov incapaz de organizar um ciclo de qualificação adequada para o seu título. Ele finalmente jogou (e perdeu) uma partida para Vladimir Kramnik, em 2000 (Classical World Chess Championship 2000). Este jogo foi jogado sob os auspícios da Braingames, que também parece ter quebrado[carece de fontes?].
Quando Kramnik defendeu o seu título no Classical World Chess Championship 2004, deu ao título o nome "clássico", para salientar a continuidade que o seu título teve com a tradição de derrotar o antigo titular. Uma vez que este é o mesmo título que Kasparov tinha quando campeão mundial da PCA, o título da PCA é, por vezes, retrospectivamente chamado de título "Clássico".
A divisão entre a FIDE e a PCA terminou com o Campeonato Mundial de Xadrez FIDE 2006, numa re-unificação do título por Kramnik em uma partida dele com o campeão mundial FIDE 2005, Veselin Topalov.